# Нива (впадает в Кримозеро)
Нива — река в России, протекает по территории Кяппесельгского сельского поселения Кондопожского района Республики Карелии. Длина реки — 3,6 км, площадь водосборного бассейна — 390 км².
Река берёт начало из Пальеозера на высоте 71,6 м над уровнем моря.
Впадает на высоте 70,1 м над уровнем моря в Кримозеро.

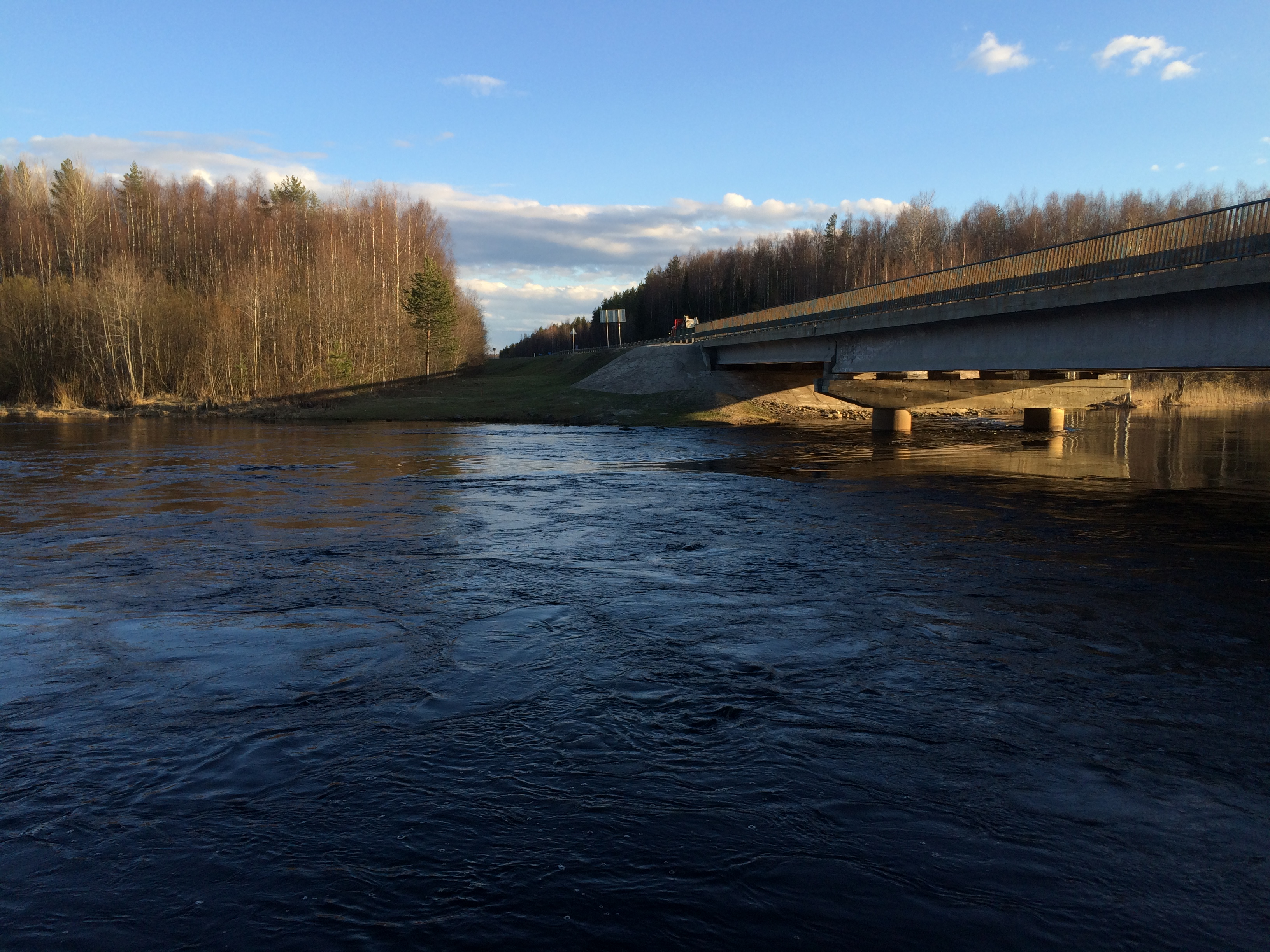
Автомобильный мост.

В среднем течении Нива пересекает трассу Р21 («Кола»).
Населённые пункты на реке отсутствуют.
Код объекта в государственном водном реестре — 01040100212102000014843.